# William Smith (hockeyer)
William Faulder Smith (Carlisle, 14 november 1886 - Marylebone, 3 maart 1937) was een Brits hockeyer. 
Met de Britse ploeg won Wilkinson de olympische gouden medaille in 1920. 

## Resultaten
- 1920  Olympische Zomerspelen in Antwerpen